# Antoni Torrecillas Martínez
Antoni Torrecillas Martínez (Barcelona, 21 de setembre de 1962), és un jugador d'escacs català, que té el títol de Mestre Internacional des del 2011. Fou campió absolut de Catalunya el 1994.
A la llista d'Elo de la FIDE del juny de 2015, hi tenia un Elo de 2369 punts, cosa que en feia el jugador número 129 (en actiu) de l'estat espanyol. El seu màxim Elo va ser de 2433 punts, a la llista de setembre de 2010 (posició 1919 al rànquing mundial).

## Resultats destacats en competició
- Guanyador del Torneig Obert de Barcelona l'any 1989.
- Guanyador del Torneig Inter-Territorial de Catalunya l'any 1990.
- Guanyador del Torneig Tancat Internacional "Stadium Casablanca" a Saragossa el 1992.
- Guanyador del Campionat de Catalunya d'escacs l'any 1994.[6]
- Guanyador del Torneig Tancat Internacional del Foment el 2009.[7]
- Guanyador del Torneig d'escacs de ritme ràpid Vila de Creixell[8]
- Integrant de l'equip UGA, Campió de Catalunya per equips l'any 1985.
- Integrant de l'equip del Foment Martinenc, Campió de Catalunya per equips l'any 1998.
- Integrant de l'equip del Foment Martinenc, tercer al Campionat d'Espanya per equips a la divisió d'Honor l'any 1998.
- Integrant de l'equip del Foment Martinenc, Campió absolut de la Copa Catalana els anys 2000, 2001, 2002, 2003 i 2005.[9]
- Integrant de l'equip del Foment Martinenc, Campió absolut de Catalunya per equips de partides ràpides els anys 2000, 2003, 2004 i 2005 (web de la FCDE: http://escacs.cat/competicio/historial/rapides-per-equips Arxivat 2013-10-29 a Wayback Machine.)
- Integrant de l'equip del foment Martinenc, Campió d'Espanya per equips a primera Divisió l'any 2011.[10]